# Amelora idiomorpha
Amelora idiomorpha är en fjärilsart som beskrevs av Oswald Beltram Lower 1893. Amelora idiomorpha ingår i släktet Amelora och familjen mätare. Inga underarter finns listade i Catalogue of Life.